# El Ronquillo
El Ronquillo és una localitat de la província de Sevilla, Andalusia, Espanya. L'any 2005 tenia 1.381 habitants. La seva extensió superficial és de 76 km² i té una densitat de 18,29 hab/km². Les seves coordenades geogràfiques són 37° 43′ N, 6° 10′ O. Està situada a una altitud de 352 metres i a 49 kilòmetres de la capital de la província, Sevilla.

## Demografia
| 1996  | 1998  | 1999  | 2000  | 2001  | 2002  | 2003  | 2004  | 2005  | 2006  |
| ----- | ----- | ----- | ----- | ----- | ----- | ----- | ----- | ----- | ----- |
| 1.419 | 1.437 | 1.437 | 1.421 | 1.394 | 1.349 | 1.360 | 1.370 | 1.381 | 1.392 |